# Адам із Македонії
«Адам із Македонії» або «Адам із Говрлева» — невеличка керамічна статуетка заввишки 15 см у вигляді чоловічого торсу в положенні сидячи, виявлена 2000 року під час археологічних розкопок біля села Говрлево поблизу Скоп'є. Розкопки проводилися під керівництвом археолога Мілоша Білбії з музею Скоп'є, який знайшов артефакт в жовтні в останній день польових досліджень на кордоні між культурними шарами неоліту та енеоліту.
Фігурка була виготовлена між IV і III тисячоліттями до н. е. Відразу після виявлення статуетку стали називати «відкриттям тисячоліття» і однією з десяти унікальних археологічних знахідок у світу. На початку М. Білбія назвав її «Адам із Говрлева», але з метою створення бренду вона була перейменована в «Адам із Македонії».
Адам виконаний на надзвичайно високому художньому рівні, він являє собою яскравий зразок реалістичного мистецтва того часу. Автор зробив спробу зобразити людину в момент фізичної або духовної діяльності, завдяки чому фігурка нагадує знаменитого Мислителя Родена. Чоловічий торс знаходиться в сидячому положенні, підкреслена його анатомія: добре промальований живіт, видно пупок, чітко окреслені м'язи, видно хребет і навіть зламаний фалос. Чоловік зображений у момент діафрагмального дихання, що може вказувати на його перебування в стані медитації. У той час на території Македонії був поширений культ Великої Матері, тому подібна чоловіча статуетка є нетиповою для того періоду.
Фігурка була вперше представлена широкій аудиторії 30 вересня 2006 року в рамках фестивалю «Бела ноќ». Нині «Адам із Македонії» знаходиться в експозиції музею міста Скоп'є.